# إنزو فيراري (لاعب كرة قدم)
إنزو فيراري (بالإيطالية: Enzo Ferrari)‏ (21 أكتوبر 1942 بسان دونا دي بيافي في إيطاليا - 11 مايو 2025) هو مدرب كرة قدم ولاعب كرة قدم إيطالي في مركز الهجوم. لعب مع نادي أودينيزي ونادي باليرمو ونادي جنوى ونادي ليفورنو ونادي مونزا ونادي أريتسو ونادي فورلي ‏ ونادي كلودينس ‏ ونادي سان دونا ‏.

## وصلات خارجية
- إنزو فيراري على موقع قاعدة بيانات كرة القدم.إي يو (الإنجليزية)